# Concours Eurovision de la chanson 1959
- Pays participants
- Pays ayant participé dans le passé

Hilversum 1958 Londres 1960
Le Concours Eurovision de la chanson 1959 fut la quatrième édition du concours. Il se déroula le mercredi 11 mars 1959, à Cannes, en France. Il fut remporté par les Pays-Bas, avec la chanson Een beetje, interprétée par Teddy Scholten. Le Royaume-Uni termina deuxième et la France, pays hôte, troisième.

## Organisation
Ayant remporté l’édition 1958, la France fut le pays hôte de l’édition 1959.
Une nouvelle règle fut introduite. Il fut désormais interdit à des auteurs et des compositeurs professionnels de faire partie des jurys nationaux.

## Pays participants
Onze pays participèrent au quatrième concours. 
Le Royaume-Uni fit son retour, après avoir manqué l’édition 1958. Depuis, le pays détient le record du plus grand nombre de participations consécutives.
Le Luxembourg s’abstint de concourir mais diffusa pourtant le concours. Monaco fit ses débuts mais termina à la dernière place.

## Format

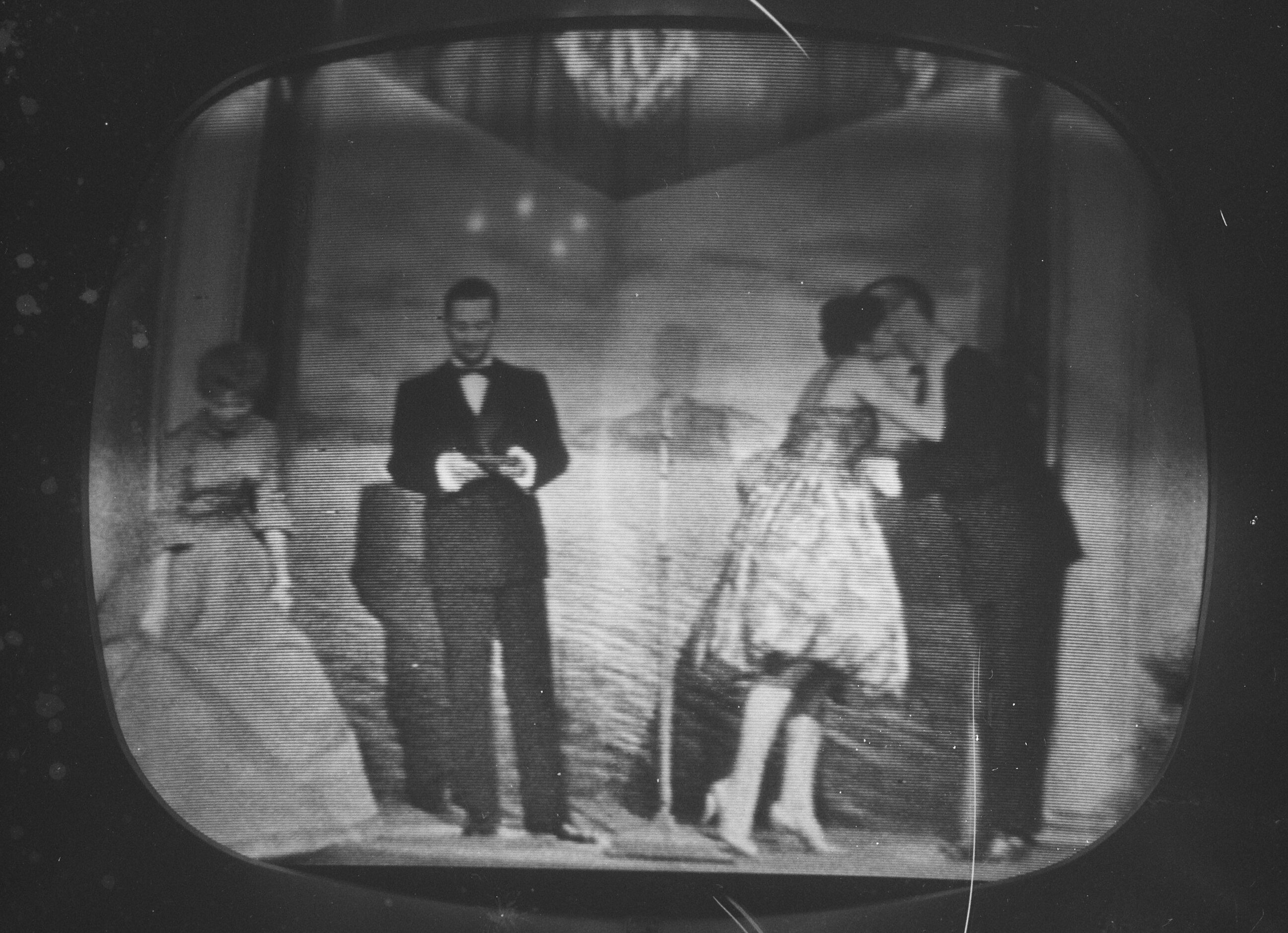
La vainqueur Teddy Scholten embrasse le chef d'orchestre Dolf van der Linden, aux côtés des présentateurs français.

Le concours eut lieu au Palais des Festivals de Cannes, là où se tenait également le Festival du Film à l’époque. Le bâtiment était situé sur la Promenade de la Croisette. Il a été détruit depuis.
La scène était composée de trois plateaux tournants. Chaque plateau comportait quatre arrière-plans différents, symbolisant chaque pays participant. Pour la première fois, l'orchestre, dirigé par Frank Pourcel, prit place non pas sur la scène, à côté des artistes, mais en contrebas, au pied d'un escalier. Le tableau de vote, quant à lui, fut placé à droite de la scène.
Le programme dura près d'une heure et treize minutes.
Pour la première et unique fois de l’histoire du concours, les chansons ayant terminé en deuxième et troisième position furent rejouées à l’issue du vote, avant la reprise traditionnelle de la chanson gagnante.

## Déroulement
Pour la toute première fois, le concours débuta par une vidéo introductive. Il s'agit d'un plan mouvant de la caméra, montrant une vue de Cannes, la nuit. À la mer, succéda la plage, puis la Croisette, les marches du Palais des Festivals, la façade du Palais et enfin les drapeaux des pays participants, hissés à son sommet. Il y eut ensuite un fondu et un autre plan mouvant, à l'intérieur de la salle. L'on vit successivement la scène, l'orchestre, le public et les cabines des commentateurs.  
La présentatrice de la soirée fut Jacqueline Joubert. Elle fit son entrée par le plateau tournant central. Joubert fut la première présentatrice à ouvrir le spectacle par la phrase rituelle « Bonsoir l’Europe ! ». Elle présenta ensuite chaque artiste au public, en les saluant dans leur langue. Les artistes apparurent successivement sur les plateaux tournants, au son de la harpe.
Ensuite, Joubert introduisit elle-même les chansons, en expliquant leur signification.

## Chansons
Onze chansons concoururent pour la victoire.
Pour la première fois, des participants esquissèrent quelques pas de danse durant leur prestation, en l'occurrence Birthe Wilke et les sœurs Kessler. Ces dernières furent également les premières jumelles à participer au concours.
Les représentants anglais, Pearl Carr et Teddy Johnson, étaient mari et femme à la ville, comme sur scène. Ils furent les seuls à recourir à un accessoire : un petit oiseau de celluloïd, illustrant le thème de leur chanson.

## Chefs d'orchestre
| Franck Pourcel                                            | Kai Mortensen | William Galassini | Dolf van der Linden | Eric Robinson | Francis Bay |
| --------------------------------------------------------- | ------------- | ----------------- | ------------------- | ------------- | ----------- |
| - Autriche - Allemagne - France - Monaco - Suède - Suisse | - Danemark    | - Italie          | - Pays-Bas          | - Royaume-Uni | - Belgique  |

## Entracte
Il n'y eut pas d'entracte.

## Vote
Le vote fut décidé entièrement par un panel de jurys nationaux. Les différents jurys furent contactés par téléphone, dans l'ordre inverse de passage des pays. 
Chaque jury se composait de dix personnes. Chaque juré attribuait un vote à la chanson qu'il estimait la meilleure. 
Les résultats des votes furent annoncés oralement, selon l'ordre de passage des candidats. Seul le porte-parole du jury belge ne respecta pas cette règle et énonça les votes dans l'ordre décroissant.
Le déroulement du vote vit tout d'abord la Suisse, puis le Royaume-Uni mener en tête. Mais c'est le jury italien qui, en leur attribuant sept votes, offrit la victoire aux Pays-Bas.

## Résultats
Les Pays-Bas remportèrent le concours pour la deuxième fois. Le Danemark, la Suède et la Suisse ne leur attribuèrent cependant aucun vote.
Pour la première fois, un pays fut couronné vainqueur à une deuxième reprise.
Pour la première fois, un même auteur remporta à nouveau le grand prix. Il s’agit de Willy van Hemert, le parolier de la chanson néerlandaise. Il avait déjà écrit les paroles de Net als toen, qui gagna en 1957. Il devint ainsi la première personne à remporter une deuxième fois le concours.
La chanteuse néerlandaise, Teddy Scholten, avait été appelée en remplacement à la dernière minute. Elle connut ensuite une carrière fructueuse et fut ambassadrice de la Croix-Rouge. Elle déclara un jour : « Cela demeure un mystère pour moi. J’ai accompli tant de choses dans ma vie, mais tout ce dont les gens se souviennent, ce sont mes trois minutes à Cannes.» 
Pour la première fois, le Royaume-Uni termina à la deuxième place. Le pays détient toujours le record de la médaille d’argent, l’ayant décrochée à seize reprises.
Enfin, Monaco devint le deuxième pays de l'histoire du concours à terminer dernier lors de ses débuts, après l'Autriche, en 1957.
| Ordre | Pays        | Artiste(s)                    | Chanson                             | Langue      | Place | Points |
| ----- | ----------- | ----------------------------- | ----------------------------------- | ----------- | ----- | ------ |
| 01    | France H T  | Jean Philippe                 | Oui, oui, oui, oui                  | Français    | 3     | 15     |
| 02    | Danemark    | Birthe Wilke                  | Uh, jeg ville ønske jeg var dig     | Danois      | 5     | 12     |
| 03    | Italie      | Domenico Modugno              | Piove (Ciao, ciao bambina)          | Italien     | 6     | 9      |
| 04    | Monaco      | Jacques Pills                 | Mon ami Pierrot                     | Français    | 11    | 1      |
| 05    | Pays-Bas    | Teddy Scholten                | Een beetje                          | Néerlandais | 1     | 21     |
| 06    | Allemagne   | Alice Kessler & Ellen Kessler | Heute Abend wollen wir tanzen geh'n | Allemand    | 8     | 5      |
| 07    | Suède       | Brita Borg                    | Augustin                            | Suédois     | 9     | 4      |
| 08    | Suisse      | Christa Williams              | Irgendwoher                         | Allemand    | 4     | 14     |
| 09    | Autriche    | Ferry Graf                    | Der K und K Kalypso aus Wien        | Allemand    | 9     | 4      |
| 10    | Royaume-Uni | Pearl Carr & Teddy Johnson    | Sing, Little Birdie                 | Anglais     | 2     | 16     |
| 11    | Belgique    | Bob Benny                     | Hou toch van mij                    | Néerlandais | 6     | 9      |

## Anciens participants
| Artiste          | Pays     | Année(s) précédente(s) |
| ---------------- | -------- | ---------------------- |
| Domenico Modugno | Italie   | 1958                   |
| Birthe Wilke     | Danemark | 1957                   |

## Tableau des votes
| Drapeau de la Belgique                            | Drapeau du Royaume-Uni | Drapeau de l'Autriche | Drapeau de la Suisse | Drapeau de la Suède | Drapeau de l'Allemagne | Drapeau des Pays-Bas | Drapeau de Monaco | Drapeau de l'Italie | Drapeau du Danemark | Drapeau de la France | Total |    |
| Pays                                              |                        |                       |                      |                     |                        |                      |                   |                     |                     |                      |       |    |
| France                                            | 2                      | –                     | 1                    | 1                   | –                      | 4                    | –                 | 2                   | 1                   | 4                    |       | 15 |
| Danemark                                          | –                      | 2                     | 2                    | 1                   | 4                      | –                    | 1                 | 1                   | 1                   |                      | –     | 12 |
| Italie                                            | 1                      | –                     | –                    | 3                   | 1                      | –                    | –                 | 1                   |                     | –                    | 3     | 9  |
| Monaco                                            | –                      | –                     | 1                    | –                   | –                      | –                    | –                 |                     | –                   | –                    | –     | 1  |
| Pays-Bas                                          | 3                      | 1                     | 3                    | –                   | –                      | 2                    |                   | 1                   | 7                   | –                    | 4     | 21 |
| Allemagne                                         | 1                      | –                     | –                    | 1                   | –                      |                      | –                 | –                   | 1                   | –                    | 2     | 5  |
| Suède                                             | –                      | –                     | –                    | –                   |                        | –                    | 3                 | –                   | –                   | 1                    | –     | 4  |
| Suisse                                            | 1                      | 5                     | 1                    |                     | 3                      | 1                    | –                 | 1                   | –                   | 2                    | –     | 14 |
| Autriche                                          | –                      | –                     |                      | 1                   | 2                      | –                    | –                 | 1                   | –                   | –                    | –     | 4  |
| Royaume-Uni                                       | 2                      |                       | 2                    | 3                   | –                      | –                    | 5                 | 2                   | –                   | 1                    | 1     | 16 |
| Belgique                                          |                        | 2                     | –                    | –                   | –                      | 3                    | 1                 | 1                   | –                   | 2                    | –     | 9  |
| Le tableau suit l'ordre de passage des candidats. |                        |                       |                      |                     |                        |                      |                   |                     |                     |                      |       |    |

## Télédiffuseurs
| Pays        | Télédiffuseur(s)       | Commentateur(s)        | Porte-parole      |
| ----------- | ---------------------- | ---------------------- | ----------------- |
| Allemagne   | Deutsches Fernsehen    | Wim Thoelke            | ?                 |
| Autriche    | ORF                    | Peter Alexander        | Karl Bruck        |
| Belgique    | INR                    | Paule Herreman         | Bob Van Bael      |
| Belgique    | NIR                    | Anton Peeters          | Bob Van Bael      |
| Danemark    | Statsradiofonien TV    | Sejr Volmer-Sørensen   | Bent Hennius      |
| France      | RTF                    | Claude Darget          | Marianne Lecène   |
| Italie      | Programma Nazionale    | Bianca Maria Piccinino | Enzo Tortora      |
| Luxembourg  | Télé Luxembourg        | Jacques Navadic        | (non participant) |
| Monaco      | Télé Monte Carlo       | Claude Darget          | ?                 |
| Pays-Bas    | NTS                    | Piet te Nuyl           | Siebe van der Zee |
| Royaume-Uni | BBC Television Service | Pete Murray            | Pete Murray       |
| Royaume-Uni | BBC Light Programme    | Tom Sloan              | Pete Murray       |
| Suède       | Sveriges Radio-TV      | Jan Gabrielsson        | Roland Eiworth    |
| Suisse      | TSR                    | Georges Hardy          | Boris Acquadro    |
| Suisse      | TV DSR                 | Theodor Haller         | Boris Acquadro    |